# BMW (chinesische Automarke)

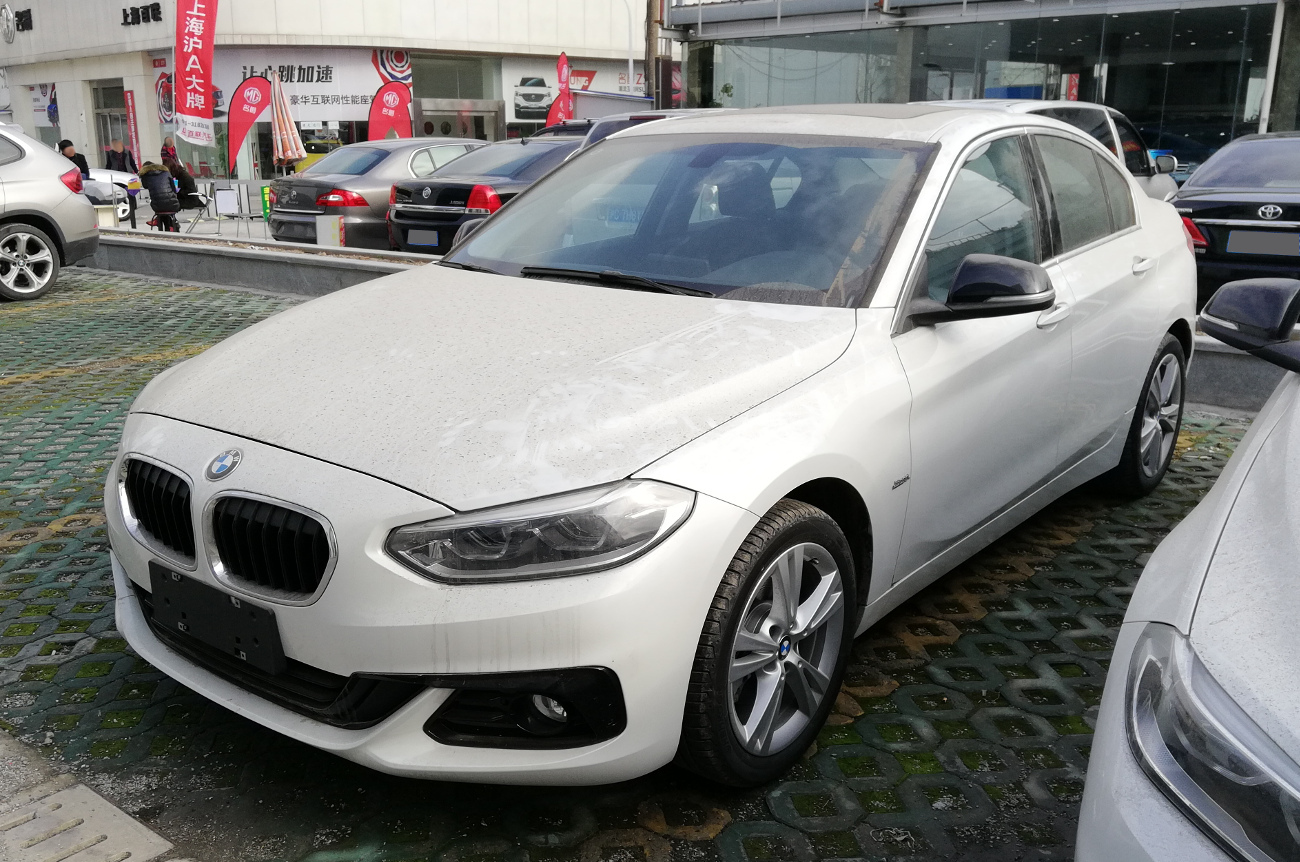
BMW 1er (F52)

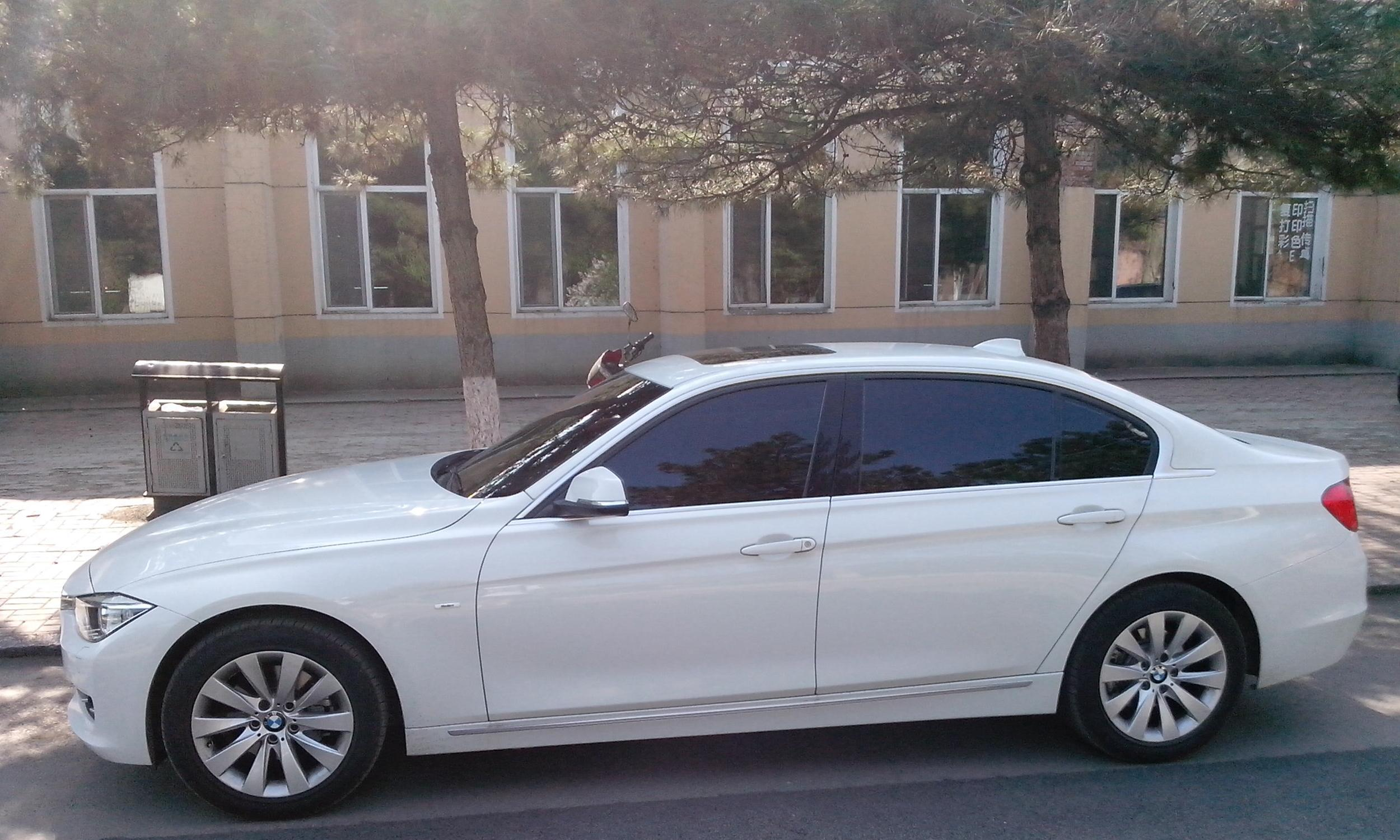
BMW 3er (F35)

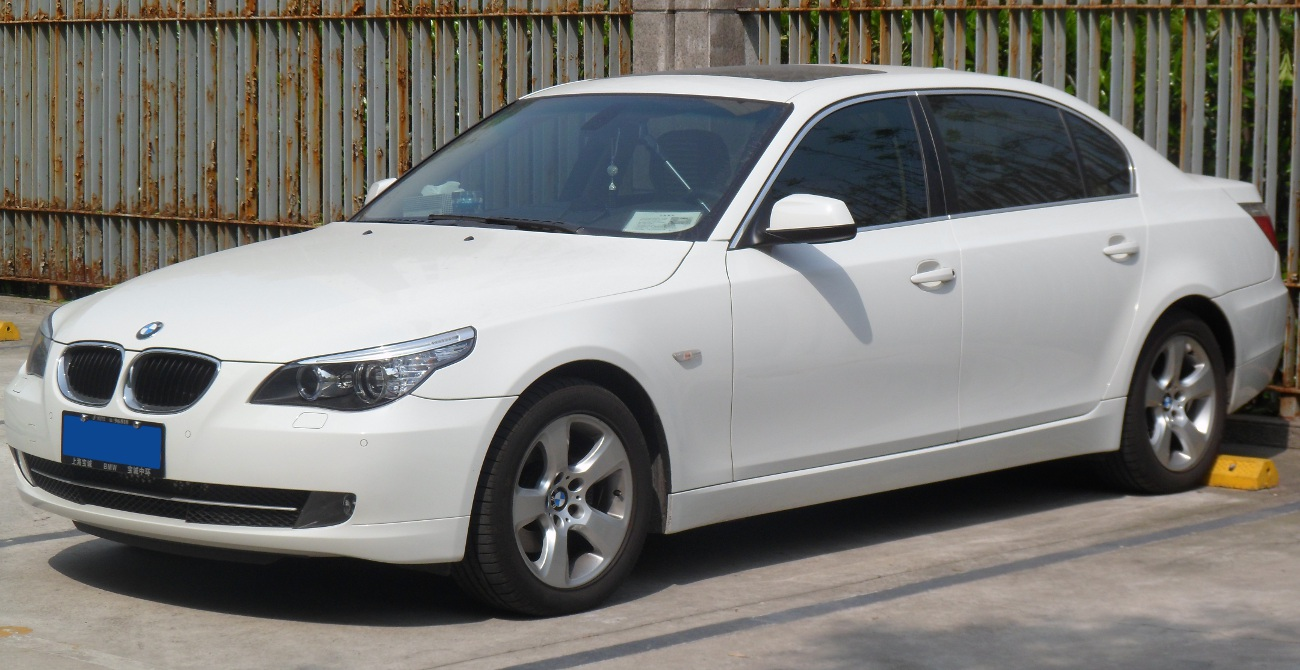
BMW 5er (E60)

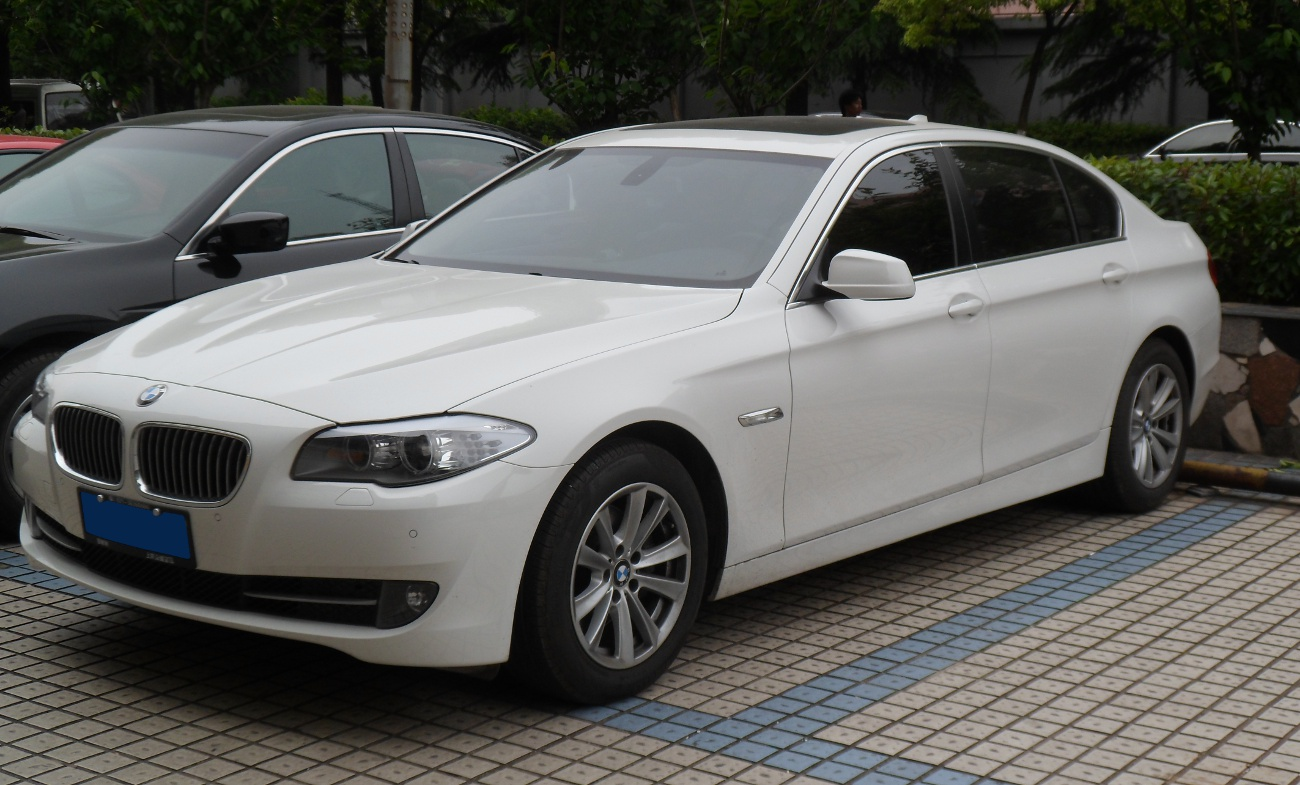
BMW 5er (F18)

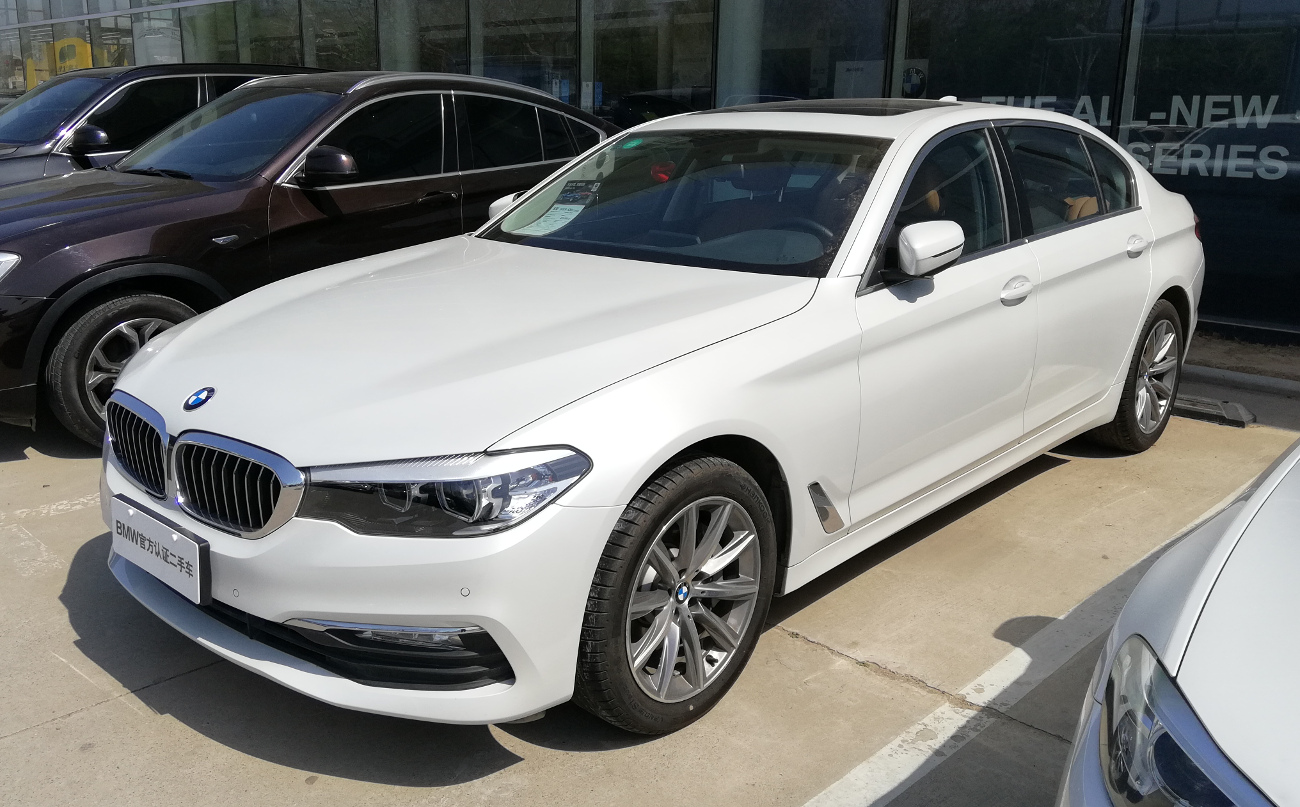
BMW 5er (G38)

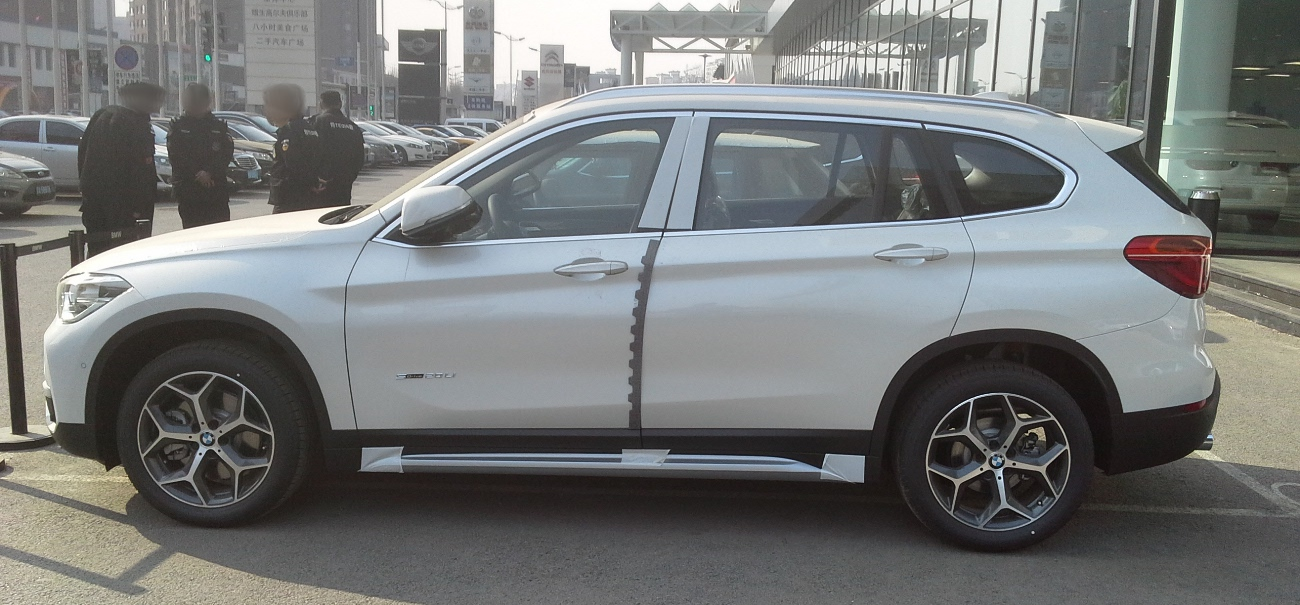
BMW X1 (F49)

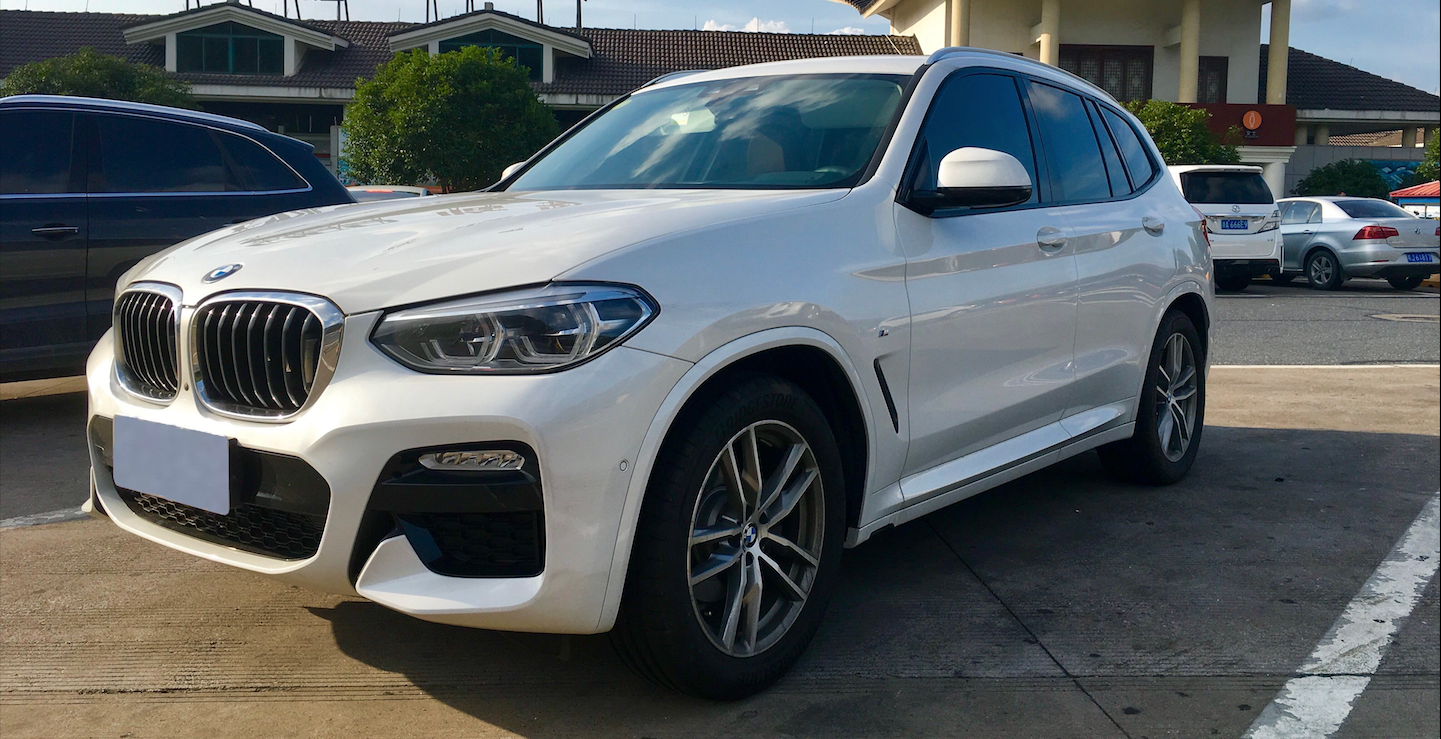
BMW X3 (G08)

BMW ist eine Automarke aus der Volksrepublik China.

## Markengeschichte
BMW Brilliance Automotive, ein Gemeinschaftsunternehmen von BMW und Brilliance China Automotive Holdings aus Shenyang, verwendet diese internationale Marke für Automobile. Produktionsbeginn und Markteinführung war 2003.

## Modelle
Ab September 2003 wurde der BMW 3er der Baureihe E46 aus angelieferten Teilen im SKD-Verfahren montiert.
Im Januar 2004 kam der BMW 5er der Baureihe E60 dazu. Nun stammten einige Teile aus einheimischer Produktion.
Im September 2005 erschien der nächste 3er der Baureihe E90.
Im Oktober 2006 folgte die Langversion des E60.
Dieses Modell wurde im August 2010 durch den langen F10 abgelöst.
Ab 2012 wurde der 3er der Baureihe F30 ebenfalls in China montiert.
Anfang 2012 kam der BMW X1 der Baureihe E84 dazu.
Ab Ende 2014 war der F10 auch in einer Ausführung als Hybridelektrokraftfahrzeug erhältlich.
Im März 2016 ergänzte der BMW 2er Active Tourer der Baureihe F45 das Sortiment.
Im Mai 2016 kam der lange BMW X1 der Baureihe F49 dazu.
Der März 2017 sah die Einführung des BMW 1er als Limousine der Baureihe F52, die ausschließlich in China und für den chinesischen und mexikanischen Markt produziert wird.
Im Juni 2017 erschien der nächste 5er der Baureihe G30. Ab März des Folgejahres war er auch als Hybrid erhältlich.
Im Juni 2018 kam mit dem BMW X3 der Baureihe G01 die sechste Modellreihe auf den Markt.
Im Juli 2019 löste der neue 3er der Baureihe G20 das Vorgängermodell ab.
Im Oktober 2019 kam der BMW X2 der Baureihe F39 als siebte Modellreihe dazu.

## Statistik
Eine Quelle gibt an, dass 2003 7500 Fahrzeuge hergestellt wurden und im Folgejahr 15.138. Eine andere Quelle nennt für die Jahre 2005 bis 2007 die Zahlen 9.736, 25.808 und 34.720, wobei unklar bleibt, ob es Produktions- oder Zulassungszahlen sind. Das passt nicht zu den Zulassungszahlen in China.
| Jahr | Zulassungszahl in China |
| ---- | ----------------------- |
| 2004 | 8.707                   |
| 2005 | 17.582                  |
| 2006 | 23.735                  |
| 2007 | 32.249                  |
| 2008 | 35.191                  |
| 2009 | 49.499                  |
| 2010 | 62.550                  |
| 2011 | 99.474                  |
| 2012 | 150.816                 |
| 2013 | 207.327                 |
| 2014 | 278.195                 |
| 2015 | 287.000                 |
| 2016 | 310.000                 |
| 2017 | 384.849                 |
| 2018 | 465.044                 |
| 2019 | 544.500                 |
| 2020 | 611.981                 |
| 2021 | 652.000                 |

Quelle: